# Katleen Martens
Katleen Martens (Hasselt, 11 maart 1969) is een voormalig Belgisch politica voor het Vlaams Belang.

## Levensloop
Martens werd beroepshalve onderwijzeres, een beroep dat ze uitoefende tussen 1990 en 2004.
Ze werd politiek actief voor het Vlaams Belang en werd bestuurslid van de partij in de stad Hasselt en de regio Midden-Limburg. Van 2007 tot 2012 zetelde zij in de gemeenteraad van Hasselt, waar ze tevens Vlaams Belang-fractievoorzitter was.
Eind december 2004 kwam Martens voor de kieskring Limburg in het Vlaams Parlement terecht als opvolger van Jean Geraerts, die ontslag had genomen. Ook na de volgende Vlaamse verkiezingen van 7 juni 2009 was ze van eind juni 2009 tot mei 2014 opnieuw Vlaams volksvertegenwoordiger voor dezelfde kieskring, nadat Annick Ponthier aan haar mandaat in het Vlaams Parlement verzaakte. Als Vlaams Parlementslid zetelde Martens in de commissies Binnenlandse Aangelegenheden, Bestuurszaken, Institutionele en Bestuurlijke Hervorming (2005-2006 en 2007-2009), Onderwijs, Vorming, Wetenschapsbeleid en Innovatie (2005-2009), Leefmilieu en Natuur, Landbouw, Visserij en Plattelandsbeleid en Ruimtelijke Ordening en Onroerend Erfgoed (2006-2007), Onderwijs en Gelijke Kansen (2009-2010 en 2012-2014), Buitenlands Beleid, Europese Aangelegenheden en Internationale Samenwerking (2010-2011) en Woonbeleid, Stedelijk Beleid en Energie (2012).
Gerelateerde onderwerpen: Partijprogramma · 70-puntenplan · Cordon sanitaire · Racismeklacht